# China Open 2001
Il China Open 2001  è stato un torneo di tennis giocato sul cemento. È stata la 5ª edizione del torneo femminile, che fa parte della categoria Tier IV nell'ambito dell'WTA Tour 2001. Il torneo si è giocato a Shanghai in Cina, dall'8 al 14 ottobre 2001.

## Campionesse

### Singolare
Monica Seles ha battuto in finale  Nicole Pratt con il punteggio di 6–2, 6–3

### Doppio
Liezel Huber /  Lenka Němečková hanno battuto in finale  Evie Dominikovic /  Tamarine Tanasugarn con il punteggio di 6–0, 7–5